# Pauline Wengeroff
Pour les articles homonymes, voir Wengeroff.
Pauline Wengeroff (née Pessele Epstein en 1833 et morte en 1916) est l'auteur d'un livre en deux volumes décrivant son expérience de la modernité juive en Russie à la fin du XIXe siècle. Elle est la mère de Semyon Vengerov, historien de la littérature de la Russie impériale, et d'Isabelle Vengerova, pianiste et professeure de musique.

## Biographie
Elle est née en 1833 à Babrouïsk dans l'Empire russe, maintenant en Biélorussie, et grandit à Brest-Litovsk et à Minsk. Son livre Memoiren einer Grossmutter, Bilder aus der Kulturgeschichte der Juden Russlands im 19 Jahrhundert (Mémoires d'une grand-mère : scènes de l'histoire culturelle des Juifs de Russie au XIXe siècle) est initialement publié en yiddish par un imprimeur allemand, avant d'être traduit en allemand et publié en 1908 pour le premier volume et en 1910 pour l'ensemble des deux volumes, avec des rééditions en 1913, 1919 et 1922.
Son mari, Chonon (Afanаsy) Wengeroff, est directeur de la Banque commerciale de Minsk et est membre du conseil municipal de 1880 à 1892. Wengeroff et son mari fondent des écoles professionnelles pour les enfants juifs pauvres. 

## Son œuvre

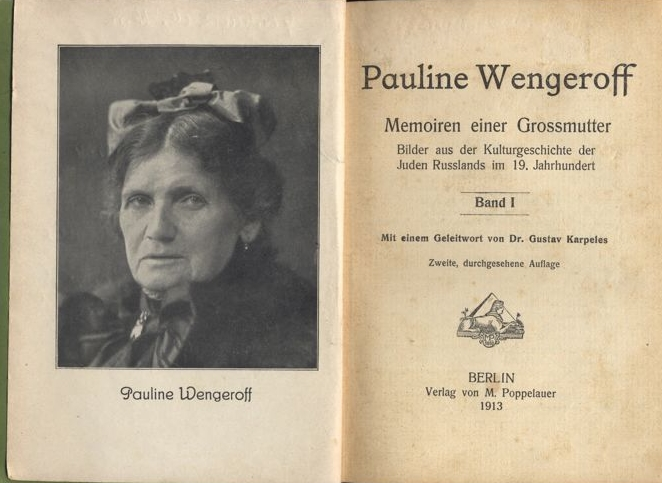
Seconde publication de son livre:Memoiren einer Grossmuter en allemand

Les mémoires de Wengeroff critiquent la perte du pouvoir des femmes et des valeurs familiales dans la famille juive moderne, entrainant la perte de la culture juive dans son ensemble. Elle désapprouve la génération de la Haskala, le mouvement des Lumières juif. Wengeroff tire son inspiration de son combat pour maintenir la vie familiale juive face au rejet final du judaïsme par son mari et ses enfants dont certains se sont convertis au christianisme
« Le baptême de mes enfants a été le coup le plus dur de ma vie. Mais le cœur aimant d'une mère peut beaucoup supporter. Je les ai pardonnés; la faute est sur nous, les parents.
Ma peine perdit graduellement sa signification personnelle, mais cela pris le caractère d'un malheur national. Je pleure non seulement en tant que mère, mais comme une Juive se lamentant pour le peuple juif qui a perdu trop de ses plus nobles fils. »
Plusieurs personnalités de la culture juive, comme Gustav Karpeles, un historien de littérature juive, Theodor Zlocisti, un pionnier allemand du sionisme et le rabbin Solomon Schechter, le président du  Jewish Theological Seminary of America font l'éloge de son livre.
Des extraits du volume 2 de son livre apparaissent beaucoup plus tard en anglais, traduits par Lucy Dawidowicz, dans The Golden Tradition: Jewish Life and Thought in Eastern Europe. Son livre est traduit en entier en anglais par Shulamit S. Magnus en 2010, soit un siècle après sa première parution en allemand.
Wengeroff publie aussi des histoires sur sa vie dans la revue périodique en langue russe Voshkhod.